# 世纬苣苔
世纬苣苔（学名：Tengia scopulorum）为苦苣苔科世纬苣苔属下的一个种。